# デラウェア郡 (アイオワ州)
デラウェア郡（英: Delaware County）は、アメリカ合衆国アイオワ州の北東部に位置する郡である。2010年国勢調査での人口は17,764人であり、2000年の18,404人から3.5％減少した。郡庁所在地はマンチェスター市（人口5,179人）であり、同郡で人口最大の都市でもある。デラウェア郡は1837年に設立され、郡名はデラウェア州にちなんで名付けられた。デラウェア州はアイオワ州の州昇格を推進したアメリカ合衆国上院議員ジョン・クレイトンの出身地だった。

## 地理

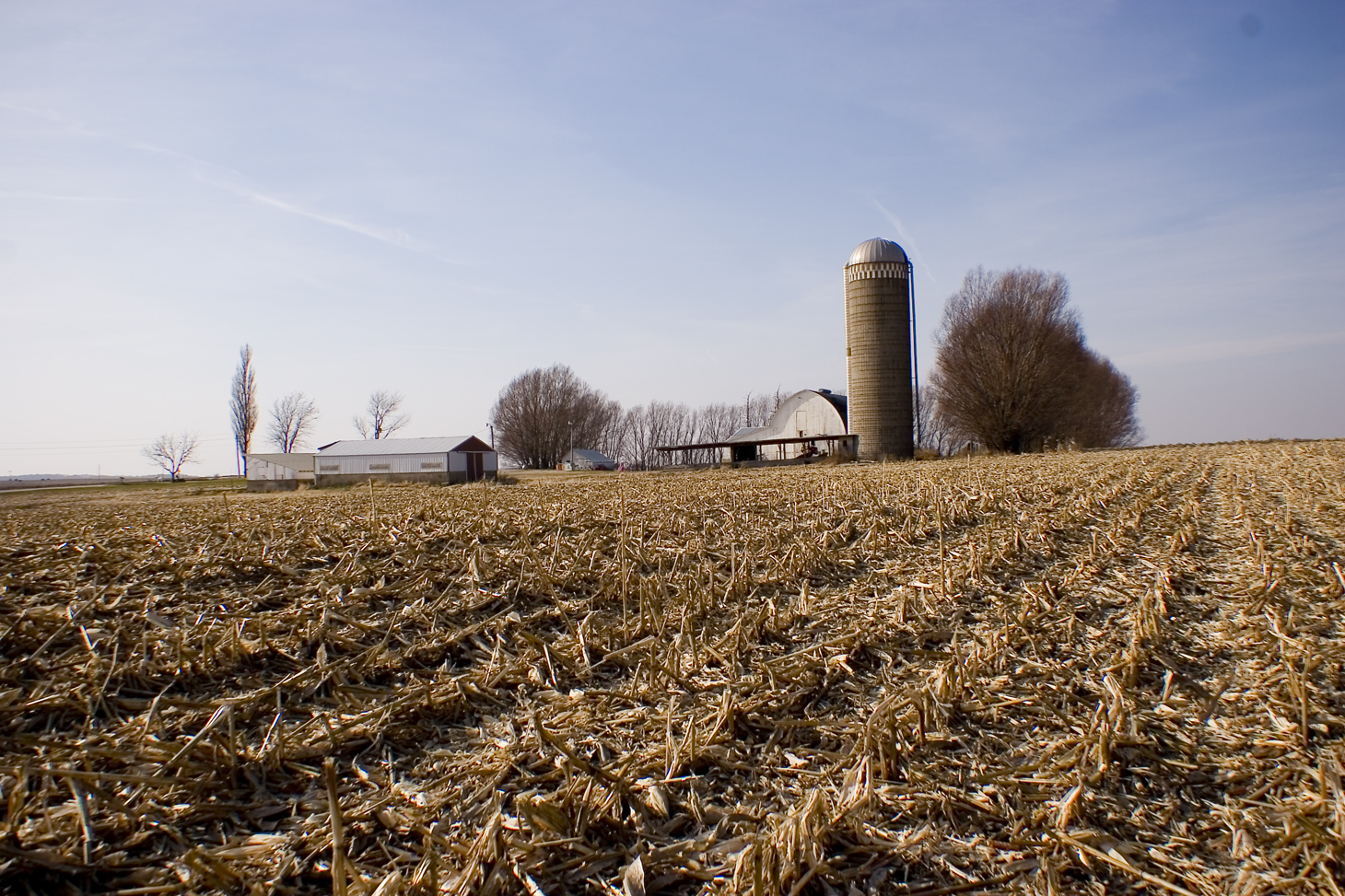
ハプキントン近くの農園

アメリカ合衆国国勢調査局に拠れば、郡域全面積は579.05平方マイル (1,499.7 km2)であり、このうち陸地577.85平方マイル (1,496.6 km2)、水域は1.19平方マイル (3.1 km2)で水域率は0.21％である。

### 主要高規格道路
- アメリカ国道20号線
- アイオワ州道3号線
- アイオワ州道13号線
- アイオワ州道38号線

### 隣接する郡
- ブキャナン郡 - 西
- クレイトン郡 - 北
- ダビューク郡 - 東
- ファイエット郡 - 北西
- ジョーンズ郡 - 南東
- リン郡 - 南西

## 人口動態

### 2010年国勢調査
以下は2010年国勢調査による人口統計データである。
基礎データ
- 人口: 17,764人
- 人口密度: 12人/km2（31人/mi2）
- 住居数: 8,028軒
- 使用住居: 7,062軒[5]

### 2000年国勢調査

2000人口ピラミッド

以下は2000年国勢調査による人口統計データである。
| 基礎データ - 人口: 18,404人 - 世帯数: 6,834 世帯 - 家族数: 5,029 家族 - 人口密度: 12人/km2（32人/mi2） - 住居数: 7,682軒 - 住居密度: 5軒/km2（13軒/mi2） 人種別人口構成 - 白人: 99.28% - アフリカン・アメリカン: 0.07% - ネイティブ・アメリカン: 0.10% - アジア人: 0.14% - 太平洋諸島系: 0.01% - その他の人種: 0.10% - 混血: 0.30% - ヒスパニック・ラテン系: 0.66% 年齢別人口構成 - 18歳未満: 29.0% - 18-24歳: 7.0% - 25-44歳: 27.6% - 45-64歳: 21.5% - 65歳以上: 15.0% - 年齢の中央値: 37歳 - 性比（女性100人あたり男性の人口） - 総人口: 98.4 - 18歳以上: 96.6 | 世帯と家族（対世帯数） - 18歳未満の子供がいる: 36.7% - 結婚・同居している夫婦: 64.1% - 未婚・離婚・死別女性が世帯主: 6.2% - 非家族世帯: 26.4% - 単身世帯: 23.0% - 65歳以上の老人1人暮らし: 11.2% - 平均構成人数 - 世帯: 2.66人 - 家族: 3.15人 収入と家計 - 収入の中央値 - 世帯: 37,168米ドル - 家族: 43,607米ドル - 性別 - 男性: 30,712米ドル - 女性: 19,685米ドル - 人口1人あたり収入: 17,327米ドル - 貧困線以下 - 対人口: 7.9% - 対家族数: 6.3% - 18歳未満: 8.5% - 65歳以上: 9.8% |

## 都市と町
| - マンチェスター - 郡庁所在地 - デラウェア - ダイアーズビル（小部分） - コールズバーグ - デリー - ダンディ | - アールビル - グリーリー - ホプキントン - メイソンビル - ライアン |

### 郡区
デラウェア郡は15の郡区に分割されている
| - アダムズ郡区 - ブレーメン郡区 - コフィンズグローブ郡区 - コロニー郡区 - デラウェア郡区 - デリー郡区 | - エルク郡区 - ヘイゼルグリーン郡区 - ハニークリーク郡区 - ミロ郡区 - プレーリー郡区 | - リッチランド郡区 - サウスフォーク郡区 - ノースフォーク郡区 - オナイダ郡区 - ユニオン郡区 |